# Jan Aksak (starosta rawicki)
Jan Aksak herbu Kara, starosta rawicki, syn Marcina, stolnika żytomierskiego.
Był starostą rawickim w latach 1752-1758.
Poseł na Sejm Rzeczypospolitej Obojga Narodów
- 1758r. – z Województwa Wołyńskiego

## Rodzina
Wywodził się z rodu o korzeniach tatarskich. Ożeniony z Marianną Wessel, po której syn Kajetan, poseł na Sejm Wielki.